# 新幾內亞擬棱鬚蓑鮋
新幾內亞擬棱鬚蓑鮋，為輻鰭魚綱鮋形目鮋亞目鬚蓑鮋科的其中一種，為熱帶海水魚，分布於印度西太平洋巴布亞紐幾內亞、阿拉弗拉海及澳洲西北部海域，棲息深度19-49公尺，體長可達19公分，棲息在底層水域，生活習性不明。